# Cnestispa
Cnestispa es un género de escarabajos  de la familia Chrysomelidae. En 1930 Maulik describió el género. Contiene las siguientes especies:
- Cnestispa acuminata (Maulik, 1930)
- Cnestispa darwini Maulik, 1930
- Cnestispa flavieps (Baly, 1885)
- Cnestispa reimoseri (Spaeth, 1937)